# Ексцепція
Ексцепція — заперечення проти позову; посилання на фактичні обставини або правову норму, що виключає можливість задоволення позову.
Ексцепція в римському праві розвинулась у формулярному процесі як витвір преторського права. Обставини, про які заявляв відповідач, могли бути включені у формулу  в вигляді ексцепціі. Якщо ці обставини були підтверджені в ході процесу, вони виключали можливість засудження відповідача.